# Staphylococcus
Gli stafilococchi (Staphylococcus Rosenbach, 1884) sono batteri Gram-positivi appartenenti alla famiglia Staphylococcaceae.

## Descrizione
Sono batteridi Gram-positivi e catalasi positivi di forma sferica (cocchi) (0,5-1 µm di diametro) immobili, privi di ciglia e/o flagelli,).
Aerobi o anaerobi facoltativi, privi di capsula evidente, cocchi disposti in gruppi irregolari (dal greco: 'staphyle' = a grappolo, e 'coccus' = sfera), ubiquitari (che non prediligono un solo tipo di habitat).
Aerobicamente gli stafilococchi producono da glucosio molto acido acetico e anidride carbonica, e poco acido lattico (5 - 10%), mentre anaerobicamente producono essenzialmente acido lattico (73 - 94%) e poco acido acetico (4 - 7%).
Gli stafilococchi non sono batteri esigenti dal punto di vista metabolico, infatti crescono nei comuni terreni di coltura e sono capaci di sopravvivere anche in presenza di una percentuale di NaCl (cloruro di sodio) pari al 7,5%; sono definiti infatti alofili tolleranti e questa caratteristica viene utilizzata per isolarli a partire da un materiale plurimicrobico (agar sale-mannitolo).
Mesofili (la temperatura ottimale di crescita si aggira attorno ai 25-40 °C con un optimum tra 30 e 37 °C), con pH di crescita ottimale tra 7,0 e 7,5, fortemente alotolleranti (che possono vivere a diverse concentrazioni di soluti fino al 7,5% di NaCl) e lipolitici, con buona attività nitrato reduttasica.
Le popolazioni naturali di tali organismi sono associate soprattutto alla pelle, alle ghiandole della pelle e alle mucose degli animali a sangue caldo e dell'uomo. Possono inoltre essere presenti in un'ampia varietà di prodotti animali come carne, latte e formaggio e a fonti ambientali quali suolo, sabbie, polvere, aria e acque naturali. Alcune specie sono saprofite, altre commensali, e altre ancora opportuniste patogene per l'uomo e per gli animali.
Gli stafilococchi, e in particolare Staphylococcus aureus, intervengono in patologia umana, soprattutto come agenti eziologici di numerose infezioni della cute. Sono infatti responsabili di infezioni suppurative (foruncoli, follicoliti, impetigine), tossinfezioni alimentari e altre patologie causate da tossine prodotte (sindrome della cute ustionata, sindrome da shock tossico) determinando, in alcuni casi, anche setticemie estremamente gravi. Alcuni biotipi appartenenti alla specie S. aureus sono responsabili di gravi tossinfezioni alimentari per la capacità di produrre enterotossine termoresistenti e attive per ingestione.
Il genere Staphylococcus comprende attualmente 47 specie, per lo più commensali di cute e superfici mucose dell'uomo e altri mammiferi. Alcuni stafilococchi, in particolare specie che producono l'enzima coagulasi come Staphylococcus aureus, S. hyicus e S. intermedius, risultano molto spesso patogeni per l'uomo e altri animali, per lo più mammiferi.

## Altre specie
- Staphylococcus arlettae
- Staphylococcus aureus
- Staphylococcus auricularis
- Staphylococcus capitis
- Staphylococcus caprae
- Staphylococcus carnosus
- Staphylococcus caseolyticus
- Staphylococcus chromogenes
- Staphylococcus cohnii
- Staphylococcus delphini
- Staphylococcus epidermidis
- Staphylococcus equorum
- Staphylococcus felis
- Staphylococcus fleurettii
- Staphylococcus gallinarum
- Staphylococcus haemolyticus
- Staphylococcus hominis
- Staphylococcus hyicus
- Staphylococcus intermedius
- Staphylococcus kloosii
- Staphylococcus lactis
- Staphylococcus lentis
- Staphylococcus lugdunensis
- Staphylococcus lutrae
- Staphylococcus muscae
- Staphylococcus pasteuri
- Staphylococcus pettenkoferi
- Staphylococcus piscifermentans
- Staphylococcus pseudintermedius
- Staphylococcus saprophyticus
- Staphylococcus schleiferi
- Staphylococcus sciuri
- Staphylococcus simulans
- Staphylococcus succinus
- Staphylococcus vitulus
- Staphylococcus warneri
- Staphylococcus xylosus